# Malpighia ovatifolia
Malpighia ovatifolia är en tvåhjärtbladig växtart som beskrevs av John Kunkel Small. Malpighia ovatifolia ingår i släktet Malpighia och familjen Malpighiaceae. Inga underarter finns listade i Catalogue of Life.